# Salt Lake City
Salt Lake City Utah állam fő- és egyben legnépesebb városa. Szokták még emlegetni Salt Lake illetve SLC neveken is. 2007-ben a város lakossága 180 651, ami az elővárosokkal együtt már közel 1 100 000, a vonzáskörzetekkel együtt pedig több mint 2 millió (2 150 000) fő.
A várost mormon telepesek alapították 1847-ben, így mindig is ez a város volt a mormon vallás központja. 2002-ben a városban rendezték meg a téli olimpiai játékokat, valamint itt található az Egyesült Államok ipari bankjainak központja.
Az Utolsó Napok Szentjeinek Jézus Krisztus Egyháza nemzetközi tagjainak bevándorlása, a bányászati fellendülés és az első transzkontinentális vasútvonal megépítése kezdetben gazdasági növekedést hozott, és a város a "Nyugat kereszteződése" becenevet kapta. A városon 1913-ban áthaladt a Lincoln Highway, az első transzkontinentális autópálya. A városban ma két nagy, az országot átszelő autópálya, az I-15 és az I-80 keresztezi egymást. A városnak van egy szalagútja is, az I-215-ös.

## Földrajz

### Időjárás
| Hónap            | Jan   | Feb   | Már   | Ápr   | Máj   | Jún  | Júl  | Aug | Szept | Okt  | Nov   | Dec   |
| ---------------- | ----- | ----- | ----- | ----- | ----- | ---- | ---- | --- | ----- | ---- | ----- | ----- |
| Mért legmagasabb | 17    | 21    | 26    | 32    | 37    | 40   | 42   | 41  | 38    | 32   | 24    | 21    |
| Átlagos maximum  | 3     | 6     | 12    | 16    | 22    | 28   | 33   | 32  | 26    | 18   | 9     | 3     |
| Átlagos minimum  | -6    | -3    | 1     | 4     | 8     | 13   | 17   | 17  | 11    | 5    | -1    | -6    |
| Mért leghidegebb | -30   | -34   | -17   | -10   | -4    | 2    | 4    | 3   | -3    | -9   | -26   | -29   |
| Átlagos csapadék | 8,2   | 12,42 | 10,08 | 12,45 | 12,09 | 9,75 | 6,53 | 9,3 | 17,88 | 9,93 | 8,48  | 11,1  |
| Átlagos hótakaró | 34,54 | 25,15 | 23,11 | 12,45 | 1,52  | 0    | 0    | 0   | 0,1   | 3,3  | 17,78 | 30,48 |

## Demográfia
A 2005-2007-es felmérések alapján a lakosság 80,6%-a fehérbőrű, 4%-a színes bőrű vagy afroamerikai, 1,9%-a indián, 4,7%-a ázsiai, 1,5%-a hawaii, 9,4%-a egyéb besorolású, 2%-a pedig kettő vagy több csoport tagja. A teljes lakosság közel ötöde (21,5%) spanyolajkú. A teljes lakosság egyébként (2008-ban): 180 651 fő.
A lakosság
- 37%-ának van felsőfokú vagy még annál is magasabb végzettsége,
- 18,5%-a külföldön született,
- 27%-a beszél legalább egy nyelvet (az angolon kívül).

Továbbá,
- 23,6%-a 18 év alatti,
- 15,2%-a 18 és 24 év közötti,
- 33,4%-a 25 és 44 év közötti,
- 16,7%-a 45 és 64 év közötti,
- 11,0%-a 65 év feletti.

A 2008-as népszámlálás során kiderült, hogy a város lakossága 180 651 fő. 71 461 háztartás és 39 803 családi ház található a városban. Ez a lakosság szám Utah állam össznépességének megközelítőleg 8%-a. A város népsűrűsége: 643,3 fő/km²
Az átlagos életkor 30 év. 100 nőre 102,6 férfi jut. Egy átlagos háztartás bevétele $36 944, míg egy átlagos családé $45 140.
Népes családok, és alacsony bérleti költséggel rendelkező házak jellemzik a várost, ahol minden hatodik lakos a megélhetési színvonal alatt él.
Noha a város a mormon vallás központja, ennek ellenére a lakosság kevesebb mint fele tartozik csak az LDS (Az Utolsó Napok Szentjeinek Jézus Krisztus Egyháza) gyülekezetéhez. Utah állam teljes lakosságának közel 62%-a tartozik ehhez a felekezethez.

## Testvérvárosok
- Oruro, Bolívia
- Szarajevó, Bosznia-Hercegovina
- Manaus, Brazília
- Thurles, Írország
- Izsevszk, Oroszország
- Torino, Olaszország
- Macumoto, Japán
- Quezon City, Fülöp-szigetek
- Keelung, Kínai Köztársaság
- Csernyivci, Ukrajna
- Trujillo, Peru